# Дан јавног власништва
Дан јавног власништва је обележавање времена када ауторска права истичу и дела постају јавно власништво. Овај правни прелазак дела ауторских права у јавно власништво обично се дешава сваке године 1. јануара на основу појединачних закона о ауторским правима сваке земље.
Одржавање „Дана јавног власништва“ је у почетку било неформално; најраније познато помињање је 2004. године од стране Воласа Меклина (канадског активисте), уз подршку идеји коју је поновио Лоренс Лесиг. Неколико сајтова наводи ауторе чији радови улазе у јавно власништво сваког 1. јануара. Постоје активности у земљама широм света од стране разних организација, а све под заставом Дан јавног власништва.

## Јавно власништво
Услови заштите ауторских права се обично описују као истећи неколико година након завршетка календарске године када је аутор умро (post mortem auctoris). Трајање варира од земље до земље; у многим јурисдикцијама, укључујући САД и Европску унију, ауторска права обично трају 70 година. У таквим земљама, дела аутора који су умрли 1953 прећи ће у јавно власништво 1. јануара 2024. Ова дела постају потпуно доступна тако да свако може да им приступи и користи у било коју сврху, без овлашћења.
Пошто се права јавног власништва разликују у зависности од јурисдикције, прелазак дела у јавно власништво није у целом свету. У Сједињеним Државама ниједно додатно објављено дело није аутоматски ушло у јавно власништво од 1999. до 2018. Аустралијска шема ауторских права је још рестриктивнија, без додатних приступа у јавном власништву до 2026. Сваке године већина европских земаља види разна дела која прелазе у јавно власништво, као и Канада и Нови Зеланд.
Дан јавног власништва 2010. године прославио је улазак у јавно власништво у многим земљама дела аутора као што су Сигмунд Фројд, Вилијам Батлер Јејтс, Форд Медокс Форд и Артур Рекам.  Године 2011. прославио је статус јавног домена Исака Бабеља, Валтера Бенјамина, Михаила Булгакова, Ф. Скота Фицџералда, Еме Голдман, Пола Клеа, Селме Лагерлоф, Леона Троцког и других.
Значајни материјали који су ушли у јавно власништво 2021. укључивали су: Велики Гетсби Ф. Скота Фицџералда, Госпођа Даловеј Вирџиније Вулф, Процес Франца Кафке итд.

## Прославе
Не постоји експлицитно време када је Дан јавног домена почео да се обележава (споменуо га је Лоренс Лесиг 2004.), али га последњих година помиње Пројекат Гутенберг и промовише га Creative Commons. Догађаји за Дан јавног власништва били су домаћини на различите датуме у Пољској, Немачкој, Швајцарској, Италији и Израелу.
У јануару 2011. године, како би прославила Дан јавног власништва 2011, Фондација Отворено знање покренула је The Public Domain Review, преглед радова који су ушли у јавно власништво.
Јануара 2012. најављена је прослава у Варшави и први пут у Кракову, где се већ неколико година на тај дан организују различите активности невладиних организација за слободну културу (као што је Фонд за отворено друштво) и друге присталице. Остали догађаји из 2012. најављени широм света:
- Швајцарска: Цирих
- Израел: Прослава на Универзитету у Хаифи, Хаифа
- Северна Македонија : Догађаји и промотивне активности у јавном домену
- Италија:
  - La giornata del Pubblico Dominio, Торино
  - Festeggiamo il Giorno del Pubblico Dominio, Рим
  - Celebriamo il Giorno del Pubblico Dominio e la Cultura Libera, Гросето
- Француска:  Journée du domaine public, Париз

У каснијим годинама, догађаје за Дан јавног власништва организовала је Communia, која је такође одржавала (сада укинуту) веб локацију publicdomainday.org.

### 2019
Дан јавног власништва 2019. године био је значајан у Сједињеним Државама јер је то била прва година да је тамо дошло до значајног истека ауторских права од оснивања догађаја: 20-годишње замрзавање наметнуто је 1998. усвајањем Закона о продужењу рока за ауторска права Сонија Бона. Одржано је неколико активности за прославу овог догађаја, укључујући посебан одељак у библиотекама МИТ-а за радове у јавном власништву  и „Велико поновно отварање јавног домена“  које је одржано у Интернет архиву.

### 2022
Године 2022. у Сједињеним Државама, поред дела објављених 1926. за која су обновљена ауторска права, око 400.000 звучних записа пре 1923. такође је прешло у јавно власништво.

### 2024
2024. године у Сједињеним Државама сви објављени радови из 1928. године ући ће у јавно власништво. Ово укључује Пароброд Вили, предмет дугог трајања ауторских права и продужења рока. Укључивање овог дела у јавно власништво биће велики означитељ дана. Поред тога, сви звучни снимци из 1923. такође ће ући у јавно власништво.